# Stazione di Gela Anic
La stazione di Gela Anic è una fermata ferroviaria posta sulla linea Caltanissetta Xirbi-Gela-Siracusa. È sita nel territorio comunale di Gela, nei pressi dello stabilimento petrolchimico Anic.
Venne creata negli anni settanta in seguito allo sviluppo del Polo petrolchimico di Gela costruendo un marciapiede della lunghezza di due automotrici munito di tettoia.